# Regione di Tumbes
Tumbes è una regione del Perù di 215 634 abitanti, che ha come capoluogo Tumbes.

## Geografia antropica

### Suddivisioni amministrative
La regione è suddivisa in 3 province che sono composte di 12 distretti. Le province, con i relativi capoluoghi tra parentesi, sono:

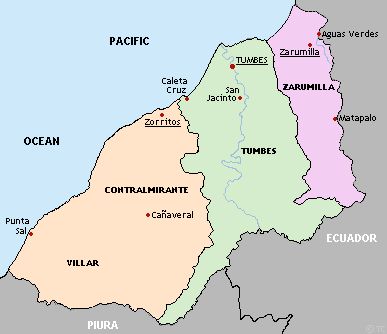
Le province della regione di Tumbes

- Contralmirante Villar (Zorritos)
- Tumbes (Tumbes)
- Zarumilla (Zarumilla)